# 阿拉卡塔卡
阿拉卡塔卡（西班牙語：Aracataca）是哥倫比亞的城鎮，位於該國北部，由馬格達萊納省負責管轄，距離首府聖瑪爾塔88公里，始建於1885年6月24日，面積1,775平方公里，海拔高度40米，2005年人口51,975。1982年諾貝爾文學獎獲得者、《百年孤独》作者加西亚·马尔克斯即出生在该镇。

## 外部連結
- Alcaldia de Aracataca
- Tourist Informacion